# Esboz-Brest
Pour les articles homonymes, voir Brest (homonymie).
Esboz-Brest est une commune française située dans le département de la Haute-Saône, la région culturelle et historique de Franche-Comté et la région administrative Bourgogne-Franche-Comté.

## Géographie
La commune d'Esboz-Brest se découpe en quatre sous-parties : Esboz, Brest, Haut-d'Esboz et les Fouillies de Brest.

### Localisation
Esboz-Brest est un village du Nord-Est de la France. Il avoisine comme principale ville : Luxeuil-les-Bains. Esboz-Brest est située dans le département de la Haute-Saône en région Bourgogne-Franche-Comté. Elle se situe également à une trentaine de kilomètres de Vesoul.

### Communes limitrophes
| Froideconche                          | Breuchotte  |            |
| Saint-Sauveur La Chapelle-lès-Luxeuil | Esboz-Brest | La Bruyère |
| Ailloncourt                           | Citers      | Magnivray  |

### Géologie et relief
La superficie de la commune est de 969 hectares ; son altitude varie entre 277 et 375 mètres.

### Climat
Pour des articles plus généraux, voir Climat de la Bourgogne-Franche-Comté et Climat de la Haute-Saône.
En 2010, le climat de la commune est de type climat de montagne, selon une étude du Centre national de la recherche scientifique s'appuyant sur une série de données couvrant la période 1971-2000. En 2020, Météo-France publie une typologie des climats de la France métropolitaine dans laquelle la commune est exposée à un climat semi-continental et est dans la région climatique  Lorraine, plateau de Langres, Morvan, caractérisée par un hiver rude (1,5 °C), des vents modérés et des brouillards fréquents en automne et hiver. 
Pour la période 1971-2000, la température annuelle moyenne est de 9,7 °C, avec une amplitude thermique annuelle de 17,4 °C. Le cumul annuel moyen de précipitations est de 1 309 mm, avec 13,7 jours de précipitations en janvier et 10,5 jours en juillet. Pour la période 1991-2020, la température moyenne annuelle observée sur la station météorologique de Météo-France la plus proche, « Luxeuil », sur la commune de Saint-Sauveur à 5 km à vol d'oiseau, est de 10,8 °C et le cumul annuel moyen de précipitations est de 977,3 mm. 
La température maximale relevée sur cette station est de 38,9 °C, atteinte le 25 juillet 2019 ; la température minimale est de −25,9 °C, atteinte le 16 janvier 1966,,. 
Les paramètres climatiques de la commune ont été estimés pour le milieu du siècle (2041-2070) selon différents scénarios d'émission de gaz à effet de serre à partir des nouvelles projections climatiques de référence DRIAS-2020. Ils sont consultables sur un site dédié publié par Météo-France en novembre 2022.

## Urbanisme

### Typologie
Au 1er janvier 2024, Esboz-Brest est catégorisée commune rurale à habitat dispersé, selon la nouvelle grille communale de densité à sept niveaux définie par l'Insee en 2022.
Elle est située hors unité urbaine. Par ailleurs la commune fait partie de l'aire d'attraction de Luxeuil-les-Bains, dont elle est une commune de la couronne,. Cette aire, qui regroupe 41 communes, est catégorisée dans les aires de moins de 50 000 habitants,.

### Occupation des sols
L'occupation des sols de la commune, telle qu'elle ressort de la base de données européenne d’occupation biophysique des sols Corine Land Cover (CLC), est marquée par l'importance des territoires agricoles (51,8 % en 2018), en diminution par rapport à 1990 (59,2 %). La répartition détaillée en 2018 est la suivante : 
prairies (51,8 %), forêts (41,1 %), zones urbanisées (7 %), milieux à végétation arbustive et/ou herbacée (0,1 %). L'évolution de l’occupation des sols de la commune et de ses infrastructures peut être observée sur les différentes représentations cartographiques du territoire : la carte de Cassini (XVIIIe siècle), la carte d'état-major (1820-1866) et les cartes ou photos aériennes de l'IGN pour la période actuelle (1950 à aujourd'hui).

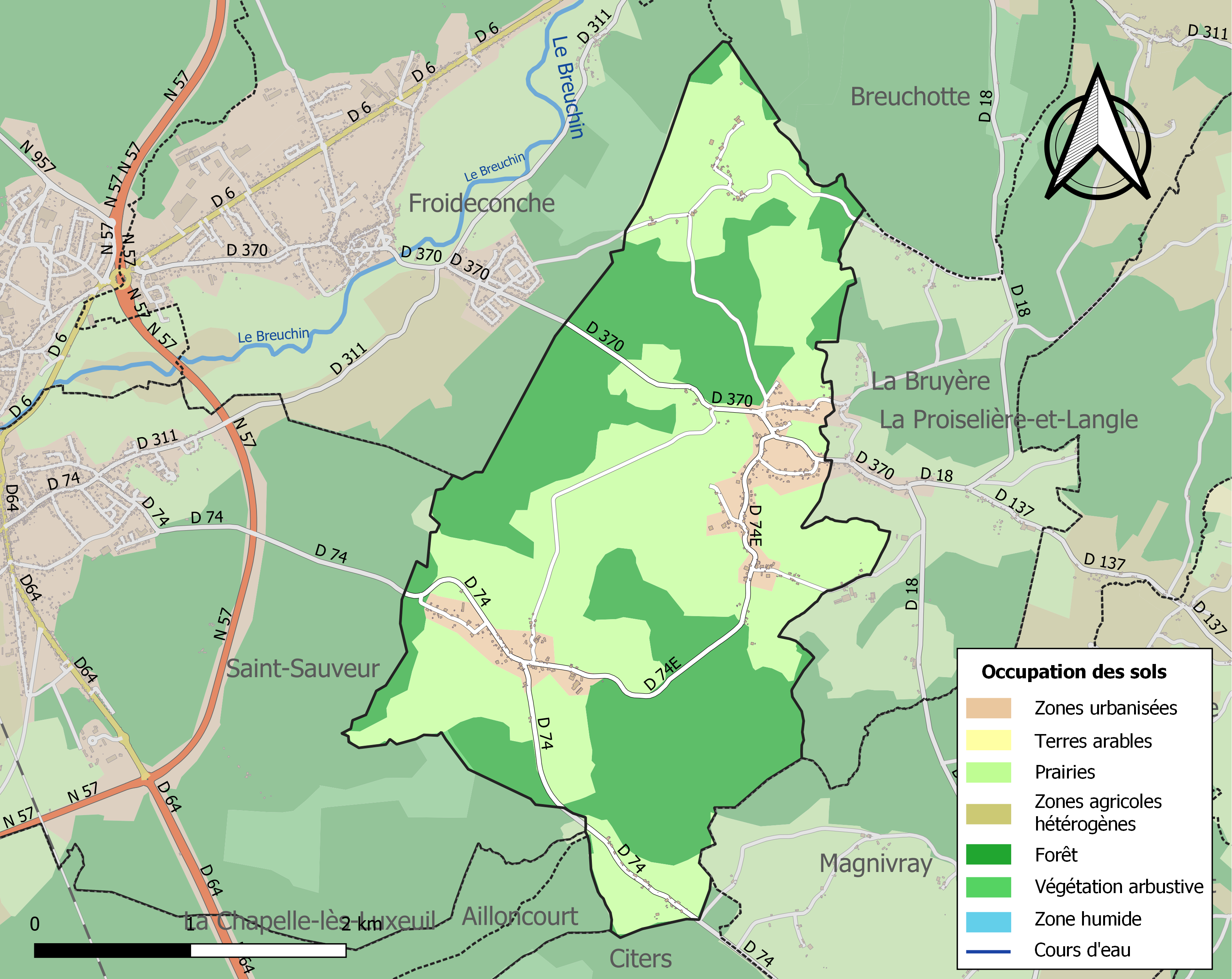
Carte des infrastructures et de l'occupation des sols de la commune en 2018 (CLC).

### Logement
En 2011, le nombre total de logements dans la commune était de 206, alors qu'il était de 195 en 2006.
Parmi ces logements, 90,8 % étaient des résidences principales, 4,9 % des résidences secondaires et 4,4 % des logements vacants. Ces logements étaient pour 94,1 % d'entre eux des maisons individuelles et pour 4,4 % des appartements.
La proportion des résidences principales, propriétés de leurs occupants, était de 89,8 %, en très légère hausse  par rapport à 2006 (89,2 %). Il n'y a aucun logement HLM dans la commune.
En 2011, 69,9 % des résidences principales contenaient 5 pièces ou plus, en légère augmentation par rapport à 2006 (67,6 %).

### Voies de communication et transports

#### Voies de communication
La ville est traversée par plusieurs routes communales et départementales.

#### Transports
Il n'y a pas de gare, ni d’aérodrome à Esboz-Brest. La commune n'est desservie qu'en autocar et uniquement dans le cadre des transports scolaires. La municipalité ne fournit aucun moyen de transport à l’intérieur de la commune elle-même.

## Histoire
En 1749, le nom de la commune était Ebos et Bret. Des plans et des relevés ont été réalisés en juillet 1749 par le géomètre arpenteur Valbert Bretet des Eaux et Forêts du département de la Haute-Saône les 3 et 14 juillet 1749. Source : Archives départementales de la Haute-Saône.

## Politique et administration

Carte départementale représentant en rouge la communauté de communes du Pays de Luxeuil.

### Rattachements administratifs et électoraux
La commune fait partie de l'arrondissement de Lure du département de la Haute-Saône, en région Bourgogne-Franche-Comté. Pour l'élection des députés, elle dépend de la deuxième circonscription de la Haute-Saône.
Elle faisait partie depuis 1793 du canton de Luxeuil-les-Bains, puis, lors de sa scission en 1985, la commune a été rattachée au nouveau canton de Saint-Sauveur. Dans le cadre du redécoupage cantonal de 2014 en France, la commune est à nouveau rattachée au canton de Luxeuil-les-Bains, qui compte désormais 12 communes.

### Intercommunalité
La commune fait partie de la communauté de communes du Pays de Luxeuil créée le 15 novembre 2001

### Tendances politiques et résultats
En 2014, la commune d'Esboz-Brest regroupait 393 inscrits sur les listes électorales. Cela lui permet d’élire ses conseillers municipaux via un système de panachage. Pour cette raison et en l'absence de listes définies, les résultats des élections municipales d'Esboz-Brest ne correspondent pas à ce qui est attendu dans ce tableau. De plus, les résultats ne sont pas représentatifs de tendances politiques.
| Élections présidentielles, résultats des deuxièmes tours.                                    | Élections présidentielles, résultats des deuxièmes tours. | Élections présidentielles, résultats des deuxièmes tours. | Élections présidentielles, résultats des deuxièmes tours. | Élections présidentielles, résultats des deuxièmes tours. | Élections présidentielles, résultats des deuxièmes tours. | Élections présidentielles, résultats des deuxièmes tours. | Élections présidentielles, résultats des deuxièmes tours. |
| Année                                                                                        | Élu                                                       | Élu                                                       | Élu                                                       | Battu                                                     | Battu                                                     | Battu                                                     | Participation                                             |
| -------------------------------------------------------------------------------------------- | --------------------------------------------------------- | --------------------------------------------------------- | --------------------------------------------------------- | --------------------------------------------------------- | --------------------------------------------------------- | --------------------------------------------------------- | --------------------------------------------------------- |
| 2002                                                                                         | 74,17 %                                                   | Jacques Chirac                                            | RPR                                                       | 25,83 %                                                   | Jean-Marie Le Pen                                         | FN                                                        | 68,57 %                                                   |
| 2007                                                                                         | 52,02 %                                                   | Nicolas Sarkozy                                           | UMP                                                       | 47,98 %                                                   | Ségolène Royal                                            | PS                                                        | 84,25 %                                                   |
| 2012                                                                                         | 53,92 %                                                   | François Hollande                                         | PS                                                        | 46,08 %                                                   | Nicolas Sarkozy                                           | UMP                                                       | 80,15 %                                                   |
| 2017                                                                                         | 54,04 %                                                   | Emmanuel Macron                                           | EM                                                        | 45,96 %                                                   | Marine Le Pen                                             | FN                                                        | 83,99 %                                                   |
| 2022                                                                                         | %                                                         | Emmanuel Macron                                           | LREM                                                      | %                                                         | Marine Le Pen                                             | RN                                                        | %                                                         |
| Élections législatives, résultats des deux meilleurs scores du dernier tour de scrutin.      |                                                           |                                                           |                                                           |                                                           |                                                           |                                                           |                                                           |
| Année                                                                                        | Élu                                                       | Élu                                                       | Élu                                                       | Battu                                                     | Battu                                                     | Battu                                                     | Participation                                             |
| Esboz-Brest est répartie sur plusieurs circonscriptions, cf. les résultats des .             |                                                           |                                                           |                                                           |                                                           |                                                           |                                                           |                                                           |
| Avant 2010, Esboz-Brest est répartie sur plusieurs circonscriptions, cf. les résultats des . |                                                           |                                                           |                                                           |                                                           |                                                           |                                                           |                                                           |
| 2002                                                                                         | 57,20 %                                                   | Jean-Paul Mariot                                          | PS                                                        | 42,80 %                                                   | Michel Raison                                             | UMP                                                       | 70,45 %                                                   |
| 2007                                                                                         | 43,67 %                                                   | Michel Raison élu au premier tour                         | UMP                                                       | 36,33 %                                                   | Jean-Paul Mariot                                          | PS                                                        | 66,75 %                                                   |
| Après 2010, Esboz-Brest est répartie sur plusieurs circonscriptions, cf. les résultats de .  |                                                           |                                                           |                                                           |                                                           |                                                           |                                                           |                                                           |
| 2012                                                                                         | 57,20 %                                                   | Jean-Paul Mariot                                          | PS                                                        | 42,80 %                                                   | Michel Raison                                             | UMP                                                       | 65,33 %                                                   |
| 2017                                                                                         | 65,70 %                                                   | Christophe Lejeune                                        | LREM                                                      | 34,30 %                                                   | Maurice Monnier                                           | FN                                                        | 48,16 %                                                   |
| 2022                                                                                         | %                                                         |                                                           |                                                           | %                                                         |                                                           |                                                           | %                                                         |
| 2024                                                                                         | %                                                         |                                                           |                                                           | %                                                         |                                                           |                                                           | %                                                         |
| Élections européennes, résultats des deux meilleurs scores.                                  |                                                           |                                                           |                                                           |                                                           |                                                           |                                                           |                                                           |
| Année                                                                                        | Liste 1re                                                 | Liste 1re                                                 | Liste 1re                                                 | Liste 2e                                                  | Liste 2e                                                  | Liste 2e                                                  | Participation                                             |
| 2004                                                                                         | 35,71 %                                                   | Pierre Moscovici élu au premier tour                      | PS                                                        | 14,29 %                                                   | Bruno Gollnisch                                           | FN                                                        | 46,07 %                                                   |
| 2009                                                                                         | 25,00 %                                                   | Joseph Daul élu au premier tour                           | LMAJ                                                      | 23,53 %                                                   | Catherine Trautmann                                       | PS                                                        | 39,53 %                                                   |
| 2014                                                                                         | 38,10 %                                                   | Florian Philippot élu au premier tour                     | FN                                                        | 17,10 %                                                   | Nadine Morano                                             | UMP                                                       | 49,75 %                                                   |
| 2019                                                                                         | 33,83 %                                                   | Jordan Bardella élu au premier tour                       | RN                                                        | 11,94 %                                                   | Yannick Jadot                                             | EELV                                                      | 51,54 %                                                   |
| 2024                                                                                         | %                                                         |                                                           |                                                           | %                                                         |                                                           |                                                           | %                                                         |
| Élections régionales, résultats des deux meilleurs scores.                                   |                                                           |                                                           |                                                           |                                                           |                                                           |                                                           |                                                           |
| Année                                                                                        | Liste 1re                                                 | Liste 1re                                                 | Liste 1re                                                 | Liste 2e                                                  | Liste 2e                                                  | Liste 2e                                                  | Participation                                             |
| 2004                                                                                         | 57,31 %                                                   | Raymond Forni                                             | LGA                                                       | 27,67 %                                                   | Jean-François Humbert                                     | LDR                                                       | 71,07 %                                                   |
| 2010                                                                                         | 49,39 %                                                   | Marie-Guite Dufay                                         | LUG                                                       | 35,51 %                                                   | Alain Joyandet                                            | LMAJ                                                      | 63,97 %                                                   |
| 2015                                                                                         | %                                                         |                                                           |                                                           | %                                                         |                                                           |                                                           | %                                                         |
| 2021                                                                                         | %                                                         |                                                           |                                                           | %                                                         |                                                           |                                                           | %                                                         |
| Élections cantonales, résultats des deux meilleurs scores du dernier tour de scrutin.        |                                                           |                                                           |                                                           |                                                           |                                                           |                                                           |                                                           |
| Année                                                                                        | Élu                                                       | Élu                                                       | Élu                                                       | Battu                                                     | Battu                                                     | Battu                                                     | Participation                                             |
| Esboz-Brest est répartie sur plusieurs cantons, cf. les résultats de ceux de .               |                                                           |                                                           |                                                           |                                                           |                                                           |                                                           |                                                           |
| 2001                                                                                         | %                                                         |                                                           |                                                           | %                                                         |                                                           |                                                           | %                                                         |
| 2004                                                                                         | %                                                         |                                                           |                                                           | %                                                         |                                                           |                                                           | %                                                         |
| 2008                                                                                         | 68,98 %                                                   | Joël Daval                                                | DVG                                                       | 31,02 %                                                   | Sylvie Lassauge                                           | UMP                                                       | 66,06 %                                                   |
| 2011                                                                                         | %                                                         |                                                           |                                                           | %                                                         |                                                           |                                                           | %                                                         |
| Élections départementales, résultats des deux meilleurs scores du dernier tour de scrutin.   |                                                           |                                                           |                                                           |                                                           |                                                           |                                                           |                                                           |
| Année                                                                                        | Élus                                                      | Élus                                                      | Élus                                                      | Battus                                                    | Battus                                                    | Battus                                                    | Participation                                             |
| Esboz-Brest est répartie sur plusieurs cantons, cf. les résultats de ceux de .               |                                                           |                                                           |                                                           |                                                           |                                                           |                                                           |                                                           |
| 2015                                                                                         | %                                                         |                                                           |                                                           | %                                                         |                                                           |                                                           | %                                                         |
| 2021                                                                                         | %                                                         |                                                           |                                                           | %                                                         |                                                           |                                                           | %                                                         |
| Référendums.                                                                                 |                                                           |                                                           |                                                           |                                                           |                                                           |                                                           |                                                           |
| Année                                                                                        | Oui (national)                                            | Oui (national)                                            | Oui (national)                                            | Non (national)                                            | Non (national)                                            | Non (national)                                            | Participation                                             |
| 1992                                                                                         | 42,78 % (51,04 %)                                         | 42,78 % (51,04 %)                                         | 42,78 % (51,04 %)                                         | 57,22 % (48,96 %)                                         | 57,22 % (48,96 %)                                         | 57,22 % (48,96 %)                                         | 71.80 %                                                   |
| 2000                                                                                         | % (73,21 %)                                               | % (73,21 %)                                               | % (73,21 %)                                               | % (26,79 %)                                               | % (26,79 %)                                               | % (26,79 %)                                               | %                                                         |
| 2005                                                                                         | 33,33 % (45,33 %)                                         | 33,33 % (45,33 %)                                         | 33,33 % (45,33 %)                                         | 66,67 % (54,67 %)                                         | 66,67 % (54,67 %)                                         | 66,67 % (54,67 %)                                         | 73,90 %                                                   |

### Liste des maires
| Période                                  | Période                   | Identité       | Étiquette | Qualité                        |
| ---------------------------------------- | ------------------------- | -------------- | --------- | ------------------------------ |
| Les données manquantes sont à compléter. |                           |                |           |                                |
| avant 1981                               | ?                         | René Corberand | DVG       |                                |
| 1995                                     | 2008                      | Guy Rouillon   |           |                                |
| 2008                                     | En cours (au 1 juin 2020) | Daniel Tonna   |           | Réélu pour le mandat 2020-2026 |

## Démographie
En 2022, la commune d’Esboz-Brest comptait 448 habitants. À partir du XXIe siècle, les recensements réels des communes de moins de 10 000 habitants ont lieu tous les cinq ans. Les autres « recensements » sont des estimations.
| 1793 | 1800 | 1806 | 1821 | 1831 | 1836 | 1841 | 1846 | 1851 |
| ---- | ---- | ---- | ---- | ---- | ---- | ---- | ---- | ---- |
| 482  | 486  | 523  | 674  | 800  | 690  | 710  | 701  | 702  |

| 1856 | 1861 | 1866 | 1872 | 1876 | 1881 | 1886 | 1891 | 1896 |
| ---- | ---- | ---- | ---- | ---- | ---- | ---- | ---- | ---- |
| 678  | 657  | 677  | 661  | 634  | 603  | 617  | 521  | 460  |

| 1901 | 1906 | 1911 | 1921 | 1926 | 1931 | 1936 | 1946 | 1954 |
| ---- | ---- | ---- | ---- | ---- | ---- | ---- | ---- | ---- |
| 450  | 470  | 475  | 425  | 404  | 376  | 335  | 312  | 328  |

| 1962 | 1968 | 1975 | 1982 | 1990 | 1999 | 2005 | 2006 | 2010 |
| ---- | ---- | ---- | ---- | ---- | ---- | ---- | ---- | ---- |
| 301  | 277  | 252  | 301  | 388  | 378  | 463  | 467  | 502  |

| 2015 | 2020 | 2022 | - | - | - | - | - | - |
| ---- | ---- | ---- | - | - | - | - | - | - |
| 443  | 445  | 448  | - | - | - | - | - | - |

## Économie

### Revenus de la population et fiscalité
En 2011, le nombre de ménages fiscaux de la commune était égal à 182 et le revenu fiscal médian par ménage était de 34 647 €.

### Entreprises et commerces
Au 1er janvier 2013, Esboz-Brest comptait 19 établissements : 1 dans l'industrie, 6 dans la construction, 9 dans le commerce-transports-services divers et 3 relatifs au secteur administratif.
En 2013, 1 entreprise a été créée à Esboz-Brest.

## Culture locale et patrimoine

### Lieux et monuments
La chapelle Sainte-Ursule, le monument aux morts.
Les « dossiers documentaires » de l'inventaire général pour le département de la Haute-Saône ne signalent aucun monument dans la commune d'Esboz-Brest.

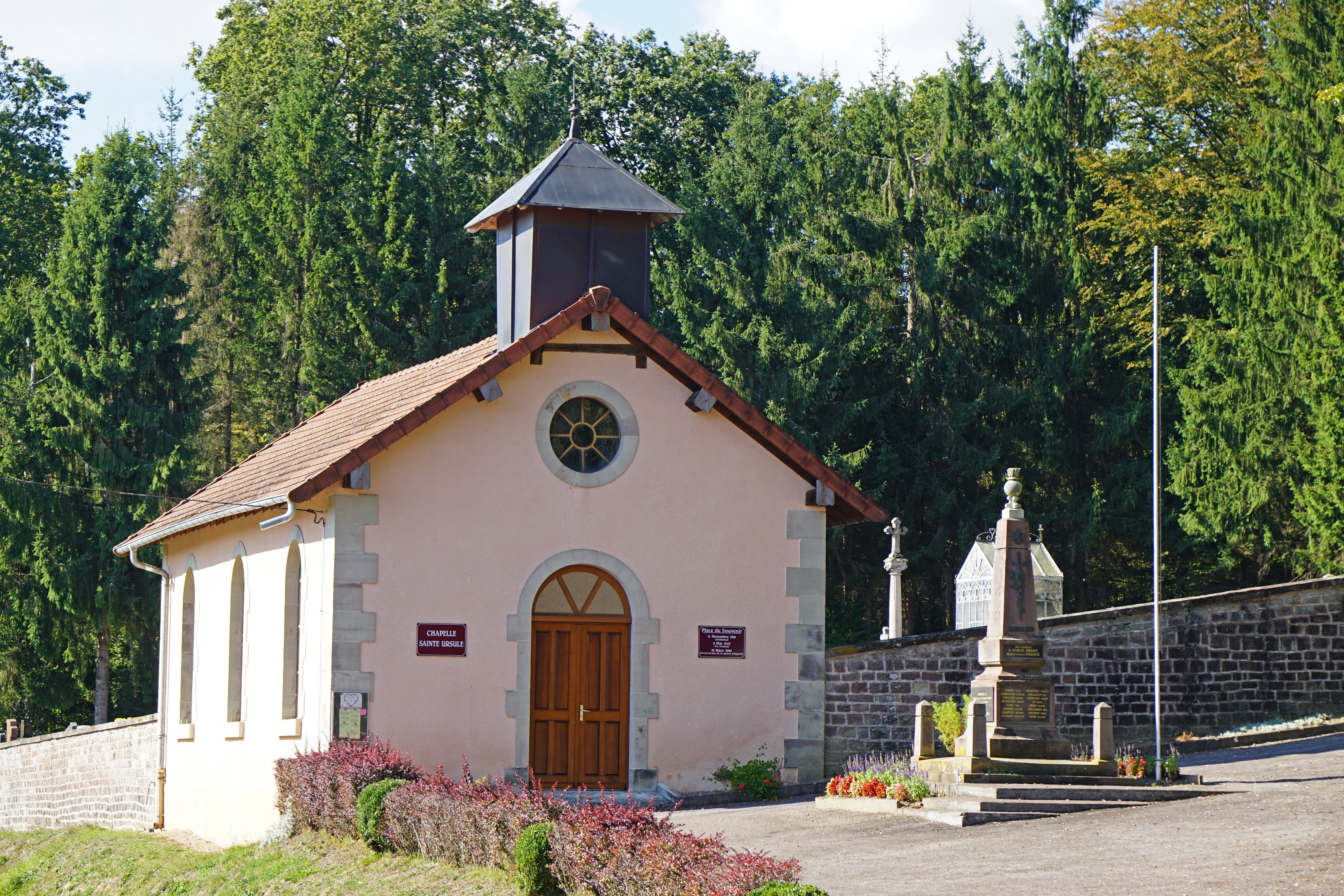
La chapelle Sainte-Ursule.
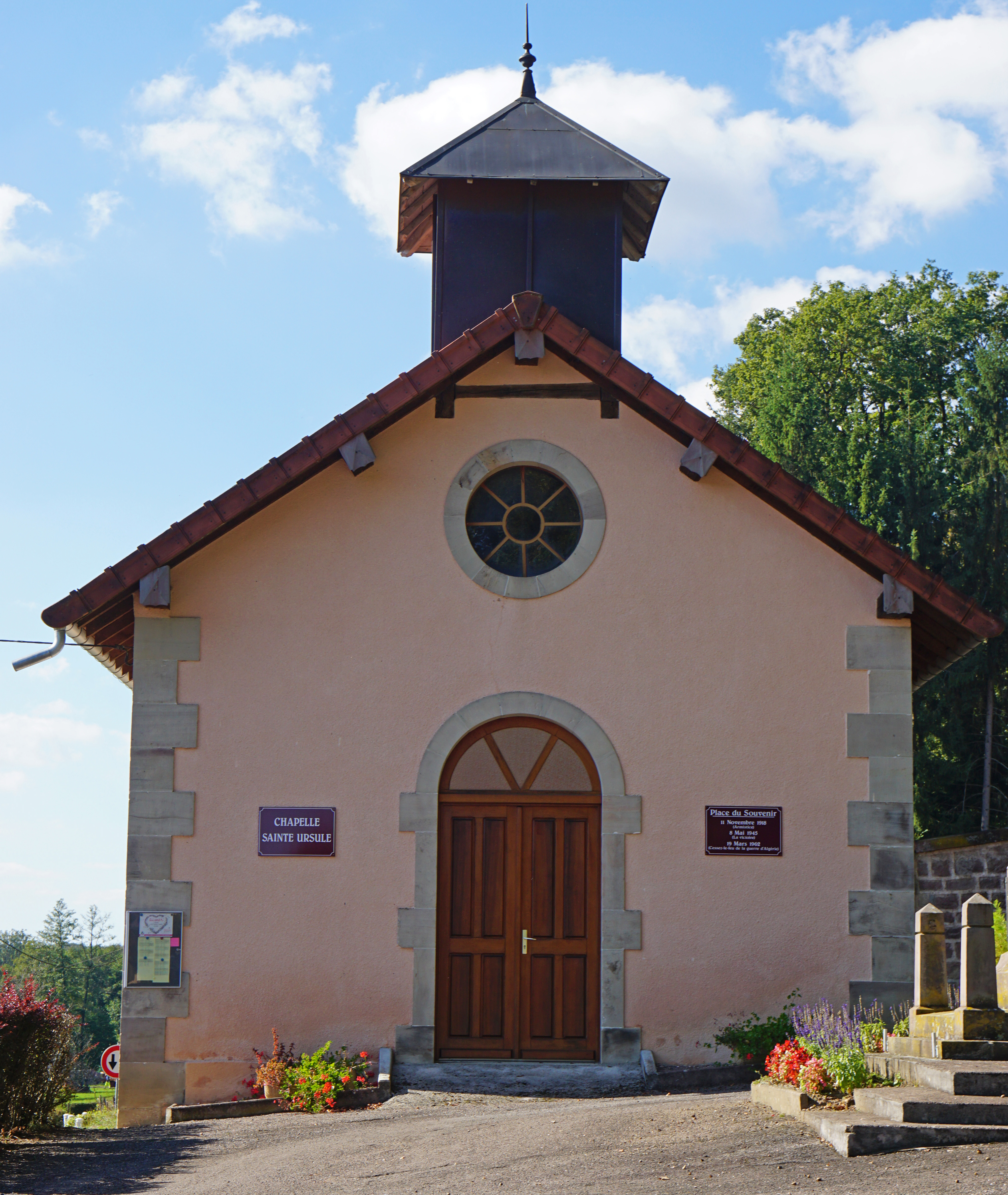
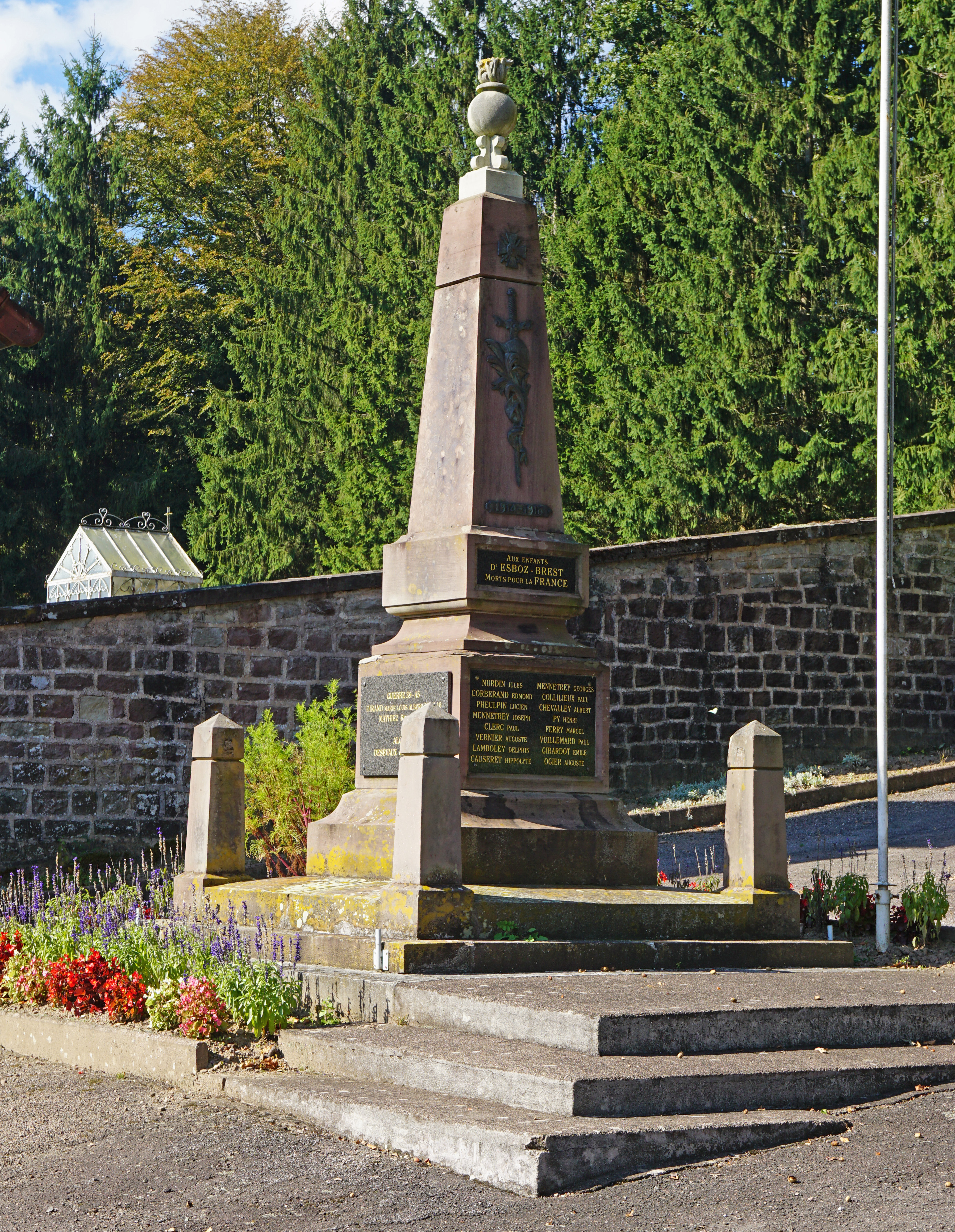
Monument aux morts.

### Équipements culturels
En 2018, deux terrains de pétanque sont construits.

### Personnalités liées à la commune
- Claude Macon d'Esboz (1635-1702), seigneur d'Esboz, capitaine d'infanterie,  défenseur de Vesoul et de Faucogney  lors de la conquête de la Franche-Comté par la France en 1674.
- Jérémy Mathieu (né en 1983), footballeur professionnel évoluant au FC Barcelone, et qui compte plusieurs sélections en équipe de France.

## Les environs
- La ville la plus proche est Luxeuil-les-Bains, ville thermale.
- La chapelle Notre-Dame-du-Haut érigée en 1955 par Le Corbusier.
- La station de ski de Gérardmer.
- La frontière suisse est à 1 h de route et la ville de Bâle à 1 h 30 min.